# Mallaspis
Mallaspis is een kevergeslacht uit de familie van de boktorren (Cerambycidae). De wetenschappelijke naam van het geslacht werd voor het eerst geldig gepubliceerd in 1832 door Audinet-Serville.

## Soorten
Mallaspis is monotypisch en omvat slechts de volgende soort:
- Mallaspis scutellaris (Olivier, 1795)